# CROSSNET
株式会社クロスネット (CROSSNET) は、かつて東京都千代田区に存在していたアダルトゲーム制作会社。
株式会社ライトスタッフの取締役を代表取締役として、東京都品川区西大井6丁目に設立。サブブランド「EVE」（イヴ）を抱え、外部の会社が開発したゲームを多く発売していたが、2009年5月19日に公式サイトは閉鎖された。公式サイト跡には閉鎖を知らせる一文が掲載されただけで、単なる閉鎖か事業自体からの撤退かは一切不明となっている。
傘下ブランドのApRicoT、Favorite、ωstarは独立しており、発売済み作品のユーザーサポートについてはApRicoTが行っている。

## 作品一覧
自社開発作品
- ファイブカード

すたじお実験室開発作品
- 瞳裸
  - 黒瞳皇 〜瞳裸2〜
  - 瞳裸III 〜傀儡哀〜

ApRicoT開発作品
- DEEP VOICE
- Maple Colors
  - Maple Colors H

- Maple Colors 2
- AYAKASHI
  - AYAKASHI H

Favorite開発作品
- AngelWish 〜放課後の召使いにチュッ!〜
- ウィズ アニバーサリィー
  - ウィズ アニバーサリィー FUNTA! feat.RURU

- はっぴぃ☆マーガレット!
- 星空のメモリア -Wish upon a shooting star-

Crossnet-Pie
- boin
  - リゾートBOIN

ωstar
- 彼女×彼女×彼女 〜三姉妹とのドキドキ共同生活〜
  - 彼女×彼女×彼女 ドキドキ フルスロットル
  - 彼女×彼女×彼女 ドキドキPack!

- 美少女万華鏡 -呪われし伝説の少女-
- 美少女万華鏡 -忘れな草と永遠の少女-
- 美少女万華鏡 -かつて少女だった君へ-
- 美少女万華鏡 -神が造りたもうた少女たち-
- 美少女万華鏡 -罪と罰の少女-
- 美少女万華鏡 -理と迷宮の少女-
- 美少女万華鏡異聞 雪おんな
- クラ☆クラ 〜CLASSY☆CRANBERRY'S〜（廉価版のみ）

EVE
- 夢現の境界 〜奇跡の海〜
- 人心遊戯 〜弄ばれる心と身体〜
- 密月 -Secret Moon-
- Asylum

Crossnet VideoWorks（アルコ&EVE）
- 魔法戦士スイートナイツ 〜ヒロイン凌辱指令〜

## 主なスタッフ
ApRicoT
- 原画・シナリオ
  - TOMA

- 原画
  - 鳥取砂丘
  - 浮月たく

- シナリオ
  - じんべい

Favorite
- 原画
  - 司田カズヒロ

- シナリオ
  - 伽遠蒔絵
  - 水間ホシひと

Crossnet-Pie、ωstar
- 八宝備仁（原画）

## 備考
- Maple Colors以降のApRicoT開発作品では、タイトルの語尾に「H」と付けて内容をセックスシーンに特化させたファンディスクが発売されている。